# Enemy of the Music Business
Enemy Of The Music Business (рус. Враги музыкального бизнеса) — девятый студийный альбом британской грайндкор-группы Napalm Death, вышедший в 2000 году.

## Об альбоме
Так же как и предыдущий альбом, Words From The Exit Wound, этот альбом был выпущен только на CD (только эти два альбома выпускались только в CD-формате). Это был последний альбом с участием Джесси Пинтадо и первый полноформатный альбом с продюсером Рассом Расселлом. Альбом подвергает резкой критике как музыкальную индустрию в целом, так и политику лейбла Earache Records — после выпуска альбома Words From The Exit Wound Napalm Death покинули этот лейбл. Звучание альбома было похоже на предыдущий, но альбом был намного ближе к грайндкору, скорость и агрессия возросла. Этот альбом стал ключевым в творчестве Napalm Death — после него группа вернулась к грайндкор-звучанию, хотя местами и сохранила некоторую дэт-составляющую.
В альбоме уже почти не осталось индустриального оттенка, который был характерен для четырёх предыдущих альбомов.

## Список композиций
1. «Taste the Poison» — 1:49
2. «Next on the List» — 3:36
3. «Constitutional Hell» — 2:36
4. «Vermin» — 2:17
5. «Volume of Neglect» — 3:20
6. «Thanks for Nothing» — 2:44
7. «Can’t Play, Won’t Pay» — 3:25
8. «Blunt Against the Cutting Edge» — 3:03
9. «Cure for the Common Complaint» — 2:43
10. «Necessary Evil» — 2:56
11. «C.S. (Conservative Shithead), Pt. 2» — 2:18
12. «Mechanics of Deceit» — 3:21
13. «(The Public Gets) What the Public Doesn’t Want» — 3:14
14. «Fracture in the Equation» — 11:09

## Участники записи
- Марк «Барни» Гринуэй — вокал
- Шэйн Эмбери — бас
- Митч Харрис — гитара, дополнительный вокал
- Джесси Пинтадо — гитара
- Дэнни Эррера — барабаны